# Farysia zeylanica
Farysia zeylanica är en svampart som beskrevs av Liro 1939. Farysia zeylanica ingår i släktet Farysia och familjen Anthracoideaceae.   Inga underarter finns listade i Catalogue of Life.